# Mario Balistreri
Mario Balistreri, alias Balesteri o Balestrero (San Francisco, 20 novembre 1901 – San Francisco, 17 novembre 1979), è stato un mafioso statunitense, affiliato della Famiglia Lanza, dagli anni venti fino agli anni sessanta.

## I primi anni
Mario Balistreri nasce il 20 novembre del 1901 a San Francisco da genitori emigrati dalla Sicilia. A metà degli anni venti, entrò a far parte della famiglia mafiosa di San Francisco come "soldato". Sempre nello stesso periodo si sposò con Delia Olivo, sorella del noto mafioso di Kansas City, Joe Olivo. La coppia ebbe due figli: Carl e Marco. Come attività legali di facciata era il proprietario di una società immobiliare e di una rivendita di scarti ferrosi.

## Località frequentate
Balistreri risiedeva con moglie e figli al 601 di Homestead Road nella città di Santa Clara, sulla Baia di San Francisco. Balistreri frequentava spesso le città di San Jose in California, Kansas City nel Missouri e Phoenix in Arizona.

## Storia criminale
I primi arresti con la polizia di San Francisco risalivano al 1924 ed includevano arresti per contraffazione e traffico di narcotici. Nella sua vita Balistreri riceverà tre condanne per violazione della legge federale sui narcotici.

## Modus operandi
Dalle carte ufficiali dell'FBI e del Federal Narcotics Bureau, Balistreri è descritto con le seguenti parole: "importante trafficante di narcotici su larga scala, opera in associazione con altri importanti contrabbandieri e trafficanti di narcotici, membri della mafia nell'area di San Francisco".

## Mafiosi associati
Balistreri aveva rapporti di affari, di alleanza e di collaborazione con i seguenti mafiosi:
- San Francisco
  - Michael Abati
  - Jimmy Lanza
  - Abrham Chalupowitz
- Kansas City
  - Joe Olivo, suo cognato
- Phoenix
  - Artur Leyvas
- New Jersey
  - Charles Schiffman
- Sicilia
  - Sebastiano Nani, deportato nel 1947

## Fonti
- Mafia , The Secret File on Organized Crime, Collins, 2007, ISBN 0061363855, 9780061363856